# Campeões do Campeonato Catarinense de Futebol por década
Aqui segue uma lista com os campeões do Campeonato Catarinense de Futebol divididos em suas décadas.

## Década de 1920
1924 - Avaí Futebol Clube
1925 - Externato Futebol Clube
1926 - Avaí Futebol Clube
1927 - Avaí Futebol Clube
1928 - Avaí Futebol Clube
1929 - Caxias Futebol Clube

## Década de 1930
1930 - Avaí Futebol Clube
1931 - Lauro Müller Futebol Clube
1932 - Figueirense Futebol Clube
1933 - Campeonato não concluído.
1934 - Clube Atlético Catarinense
1935 - Figueirense Futebol Clube
1936 - Figueirense Futebol Clube
1937 - Figueirense Futebol Clube
1938 - CIP Foot-ball Club
1939 - Figueirense Futebol Clube

## Década de 1940
1940 - Ypiranga Futebol Clube
1941 - Figueirense Futebol Clube
1942 - Avaí Futebol Clube
1943 - Avaí Futebol Clube
1944 - Avaí Futebol Clube
1945 - Avaí Futebol Clube
1946 - Campeonato não realizado.
1947 - América Futebol Clube
1948 - América Futebol Clube
1949 - Grêmio Esportivo Olímpico

## Década de 1950
1950 - Clube Atlético Carlos Renaux
1951 - América Futebol Clube
1952 - América Futebol Clube
1953 - Clube Atlético Carlos Renaux
1954 - Caxias Futebol Clube
1955 - Caxias Futebol Clube
1956 - Clube Atlético Operário
1957 - Hercílio Luz Futebol Clube
1958 - Hercílio Luz Futebol Clube
1959 - Paula Ramos Esporte Clube

## Década de 1960
1960 - Esporte Clube Metropol
1961 - Esporte Clube Metropol
1962 - Esporte Clube Metropol
1963 - Clube Náutico Marcílio Dias
1964 - Grêmio Esportivo Olímpico
1965 - Esporte Clube Internacional
1966 - Sociedade Esportiva Recreativa Perdigão
1967 - Esporte Clube Metropol
1968 - Criciúma Esporte Clube
1969 - Esporte Clube Metropol

## Década de 1970
1970 - Tubarão Futebol Clube
1971 - América Futebol Clube
1972 - Figueirense Futebol Clube
1973 - Avaí Futebol Clube
1974 - Figueirense Futebol Clube
1975 - Avaí Futebol Clube
1976 - Joinville Esporte Clube
1977 - Associação Chapecoense de Futebol
1978 - Joinville Esporte Clube
1979 - Joinville Esporte Clube

## Década de 1980
1980 - Joinville Esporte Clube
1981 - Joinville Esporte Clube
1982 - Joinville Esporte Clube
1983 - Joinville Esporte Clube
1984 - Joinville Esporte Clube
1985 - Joinville Esporte Clube
1986 - Criciúma Esporte Clube
1987 - Joinville Esporte Clube
1988 - Avaí Futebol Clube
1989 - Criciúma Esporte Clube

## Década de 1990
1990 - Criciúma Esporte Clube
1991 - Criciúma Esporte Clube
1992 - Brusque Futebol Clube
1993 - Criciúma Esporte Clube
1994 - Figueirense Futebol Clube
1995 - Criciúma Esporte Clube
1996 - Associação Chapecoense de Futebol
1997 - Avaí Futebol Clube
1998 - Criciúma Esporte Clube
1999 - Figueirense Futebol Clube

## Década de 2000
2000 - Joinville Esporte Clube
2001 - Joinville Esporte Clube
2002 - Figueirense Futebol Clube
2003 - Figueirense Futebol Clube
2004 - Figueirense Futebol Clube
2005 - Criciúma Esporte Clube
2006 - Figueirense Futebol Clube
2007 - Associação Chapecoense de Futebol
2008 - Figueirense Futebol Clube
2009 - Avaí Futebol Clube

## Década de 2010
2010 - Avaí Futebol Clube
2011 - Associação Chapecoense de Futebol
2012 - Avaí Futebol Clube
2013 - Criciúma Esporte Clube
2014 - Figueirense Futebol Clube
2015 - Figueirense Futebol Clube
2016 - Associação Chapecoense de Futebol
2017 - Associação Chapecoense de Futebol
2018 - Figueirense Futebol Clube
2019 - Avaí Futebol Clube

## Década de 2020
2020 - Associação Chapecoense de Futebol
2021 -  Avaí Futebol Clube
2022 -  Brusque Futebol Clube
2023 -  Criciúma Esporte Clube
2024 -  Criciúma Esporte Clube
2025 -  Avaí Futebol Clube

## Maiores campeões por década
| Década | Clube(s)                                      | Títulos |
| ------ | --------------------------------------------- | ------- |
| 1920   | Avaí                                          | 4       |
| 1930   | Figueirense                                   | 5       |
| 1940   | Avaí                                          | 4       |
| 1950   | Carlos Renaux, América, Caxias e Hercílio Luz | 2       |
| 1960   | Metropol                                      | 5       |
| 1970   | Joinville                                     | 3       |
| 1980   | Joinville                                     | 7       |
| 1990   | Criciúma                                      | 5       |
| 2000   | Figueirense                                   | 5       |
| 2010   | Chapecoense, Figueirense e Avaí               | 3       |
| 2020   | Criciúma e Avaí                               | 2       |